# Laranjeiras
Laranjeiras é um município brasileiro do estado de Sergipe. Localiza-se no leste do estado, a uma latitude 10º48'23" sul e a uma longitude 37º10'12" oeste, estando a uma altitude de 9 metros. Sua população estimada em 2022 era de 23 975 habitantes. O município possui uma área de 163,4 km², e é cortado pela BR-101.
Laranjeiras, cidade próxima à Região Metropolitana de Aracaju, é uma das poucas onde ainda se pode ver a força da arquitetura colonial. Ruas, casarios, igrejas, tudo respira a mais pura história. Laranjeiras já foi a mais importante cidade sergipana. Berço da cultura, educação, política e da economia sergipana, a cidade era denominada como a "Atenas sergipana". Local de luxo e requinte no passado, lá vivia parte da aristocracia açucareira da província. Laranjeiras teve seu período áureo até 1904. Na primeira metade do século XX, as tradicionais famílias ricas da cidade passaram a migrar para a nova capital, Aracaju, o que promoveu uma redução demográfica na cidade.
Em Laranjeiras, está localizada uma das capelas particulares mais ricas do Nordeste, com detalhes ornados em ouro maciço: a Capela Sant'Anninha, construída em 1860, e que faz parte do conjunto da propriedade do Solar Sant'Anninha. O Solar Sant'Anninha e a Capela Sant'Anninha pertenciam a família Ribeiro Guimarães, e posteriormente a referida capela seria reformada e transformada também em necrópole da família, em 1875, sendo inaugurada a necrópole com os restos mortais do major Agostinho José Ribeiro Guimarães, em 12 de fevereiro de 1887.
Apesar de restarem casarões da elite laranjeirense, tais como a mansão dos Rollemberg; boa parte dos sobrados foram demolidos e outros casarões estão em ruínas. Camerino Bragança de Azevedo conta no seu livro Doutor Bragança, Êsse Varão Laranjeirense, que com a decadência social e econômica de Laranjeiras, e a migração das famílias boas que restavam para Aracaju, boa parte das moradias imponentes eram colocadas à venda a preço baixo. Da mesma forma, eram concedidas licenças para a demolição desses casarões, algo que o referido autor classificou como um vandalismo e um crime contra a cidade. Segundo o referido autor, a razão para a demolição desses casarões era o lucro que se obtinha com o material de alta qualidade e bem conservado que os constituía, tais como o madeiramento e as paredes de pedra e cal.

## História
Depois que as tropas de Cristóvão de Barros arrasaram com as nações indígenas, por volta de 1590, muitos ‘colonos’ acabaram se fixando às margens do rio Cotinguiba. Essas terras pertenciam à Freguesia de Socorro. Naquela região, mais ou menos uma légua da sede, foi construído um pequeno porto e, por conta das inúmeras e frondosas laranjeiras à beira do rio, moradores e viajantes começaram a identificar o local como porto das laranjeiras.
A movimentação pelo rio Cotinguiba era intenso e, logo, o porto passou a ser parada obrigatória. Em torno dele o comércio ganhava espaço, principalmente a troca de escravos, e as primeiras residências eram construídas. Mas a partir de 1637, o pequeno povoado das Laranjeiras também sofreu com os ataques e depois com o domínio holandês. Muitas casas foram destruídas, mas o porto, um ponto estratégico, foi preservado. Só por volta de 1645 os holandeses deixam Sergipe.
O porto das Laranjeiras fez retornar o progresso ao povoado que se reerguia com grande velocidade depois da passagem dos holandeses. Em 1701, os padres jesuítas construíram a primeira igreja com convento. Ela ficava à margem esquerda do Riacho São Pedro, um pouco afastada do porto. Eles procuravam sossego e deram nome ao lugar de ‘Retiro’. Os jesuítas fizeram uma outra igreja num dos pontos mais altos do povoado. Em 1731, em cima de uma colina, os padres ordenaram a construção da Igreja Nossa Senhora da Conceição da Comandaroba uma verdadeira obra-prima da arquitetura colonial.
Por conta da cana-de-açúcar, do coco, do gado, do comércio e, principalmente do porto, o povoado das Laranjeiras tinha conseguido um nível extraordinário de desenvolvimento. Até os moradores da sede da freguesia de Socorro, a quem Laranjeiras pertencia, semanalmente iam fazer feira nas Laranjeiras. Só em 7 de agosto de 1832, em decorrência da grande influência política dos proprietários de terras e comerciantes, a Assembleia Geral da Província toma uma decisão polêmica. Transforma o povoado em vila independente, com o nome de Vila Imperial de Laranjeiras. E em vez de desmembrá-la da freguesia de Socorro, os deputados anexaram o território de Nossa Senhora do Socorro ao da Vila Imperial de Laranjeiras.
Os socorrenses tentaram de todas as formas reagir, e em 19 de fevereiro de 1835, Socorro é transformado em vila, sendo suas terras desmembradas das de Laranjeiras, que foi reduzida à Freguesia do Sagrado Coração de Jesus das Laranjeiras. No entanto, esse retrocesso não impediu que o progresso avançasse e é justamente nesse momento que Laranjeiras começa a atingir seu mais alto grau de desenvolvimento. Em 6 de fevereiro daquele ano é transformado em Distrito de Paz, e em 11 de agosto de 1841 Laranjeiras passa a ser sede de comarca. O primeiro juiz foi Manuel Filipe Monteiro.
Em 1836 foi criada em Laranjeiras a primeira Alfândega de Sergipe. Praticamente todos os produtos produzidos em Sergipe eram exportados por lá, maior centro do Estado. Mas Laranjeiras tinha na indústria açucareira a sua principal fonte de renda. Apesar de pequeno territorialmente, o município chegou a ser o maior produtor de açúcar cristal de Sergipe. Eram centenas de engenhos e depois usinas. Os primeiros foram Dira, Ibura, Camassary e Comandaroba. Nas décadas de 30, 40 e 50 do século XX se destacavam três grandes usinas: a da Varzinha, a São José Pinheiro e a Sergipe. A grandiosidade das três pode ser vista na produção. Dos 61 milhões de cruzeiros conseguidos em Laranjeiras, em 1956, somente as três foram responsáveis por 41 milhões de cruzeiros.
Além da cana-de-açúcar, Laranjeiras sempre teve uma boa produção de coco e mandioca. No campo da pecuária, o município chegou a ter um rebanho estimado em 11 mil cabeças de gado. Por conta disso, Laranjeiras tinha boas casas comerciais, algumas delas movimentando anualmente mais de 2 milhões de cruzeiros. Na sede do município existiam postos bancários de agências de Aracaju e uma Agência da Caixa Econômica Federal.
Em 1854 foi inaugurada a iluminação pública com a instalação de 32 lampiões. Em 1880, Laranjeiras já possuía uma Estação do Telégrafo Nacional. Em 1859 teve início a navegação a vapor entre Aracaju, Maruim e Laranjeiras, e em 1860 Laranjeiras recebeu a visita do imperador Dom Pedro II e da imperatriz D. Teresa Cristina, além de uma grande comitiva. Na noite de 14 de janeiro daquele ano, eles foram aclamados nas ruas da cidade. O Dr. Francisco Alberto de Bragança, grande médico e pioneiro sergipano, receberia o imperador D. Pedro II e a imperatriz D. Teresa Cristina para uma visita na sua residência. Na grande e espaçosa mansão do Dr. Francisco Alberto de Bragança, funcionava o Colégio Nossa Senhora Sant'Anna (escola fundada pelo Dr. Francisco Alberto de Bragança e sua esposa, a professora D. Possidônia Maria da Santa Cruz Bragança) - o primeiro colégio de Sergipe -. O imperador se interessou pela escola e inclusive fez perguntas às alunas sobre Leitura, Gramática e Aritmética. No mesmo dia, após a missa, o imperador receberia novamente o Dr. Francisco Alberto de Bragança e sua esposa, D. Possidônia Maria da Santa Cruz Bragança, para uma visita, na Câmara Municipal, aonde uma das alunas do Colégio Nossa Senhora Sant'Anna ofereceu um lenço de cambraia trabalhado em labirinto, à imperatriz, com a seguinte inscrição: "A sua Majestade a Imperatriz – Homenagem da Professora Possidônia Maria da Santa Cruz Bragança". D. Possidônia Bragança, então, recitou uma poesia. Em seguida, suas filhas Maria Vicência e Maria Apolinária também presentearam a imperatriz com outros dois lenços. O imperador visitou ainda o Paço Msunicipal e participou de saraus e banquetes.
O florescimento econômico atraiu para Laranjeiras comerciantes, médicos, advogados, professores e outros intelectuais. O município teve uma forte imprensa. Geralmente ligados a partido, associações culturais e à igreja, os jornais retratavam a vida na sede e defendia suas bandeiras. Os maiores exemplos são o "Monarchista Constitucional", o "Triunfo", seguido de o "Guarany", o "Observador", O Telégrafo" e a "Voz da Razão". Laranjeiras foi, sem dúvida alguma, de 1841 a 1851 o maior centro cultural e artístico de Sergipe. É chamada a Atenas sergipana. Em 4 de maio de 1848, Laranjeiras passa efetivamente à categoria de cidade.
Laranjeiras tem uma série de belos e históricos monumentos, como as igrejas do Retiro de 1701; de Nossa Senhora da Conceição da Comandaroba, de 1734; de Nossa Senhora da Conceição dos Pardos, de 1843; a Igreja Presbiteriana de Sergipe, de 1884; a Igreja do Bonfim; Igreja Matriz Sagrado Coração de Jesus, de 1791; a capela de Sant’aninha, de 185; Igreja Bom Jesus dos Navegantes, de 1905; Igreja de São Benedito e Nossa Senhora do Rosário; Igreja Jesus, Maria e José, de 1769; além do Museu de Arte Sacra de Sergipe, Trapiche, Museu Afro-Brasileiro de Sergipe, Casa de Cultura João Ribeiro, Escola Zizinha Guimarães, Teatro Santo Antônio e Teatro São Pedro, Mercado Municipal, Ponte Nova, Paço Municipal, Cine-Teatro Íris, Gruta da Pedra Furada, Gruta Matriana, entre outros.

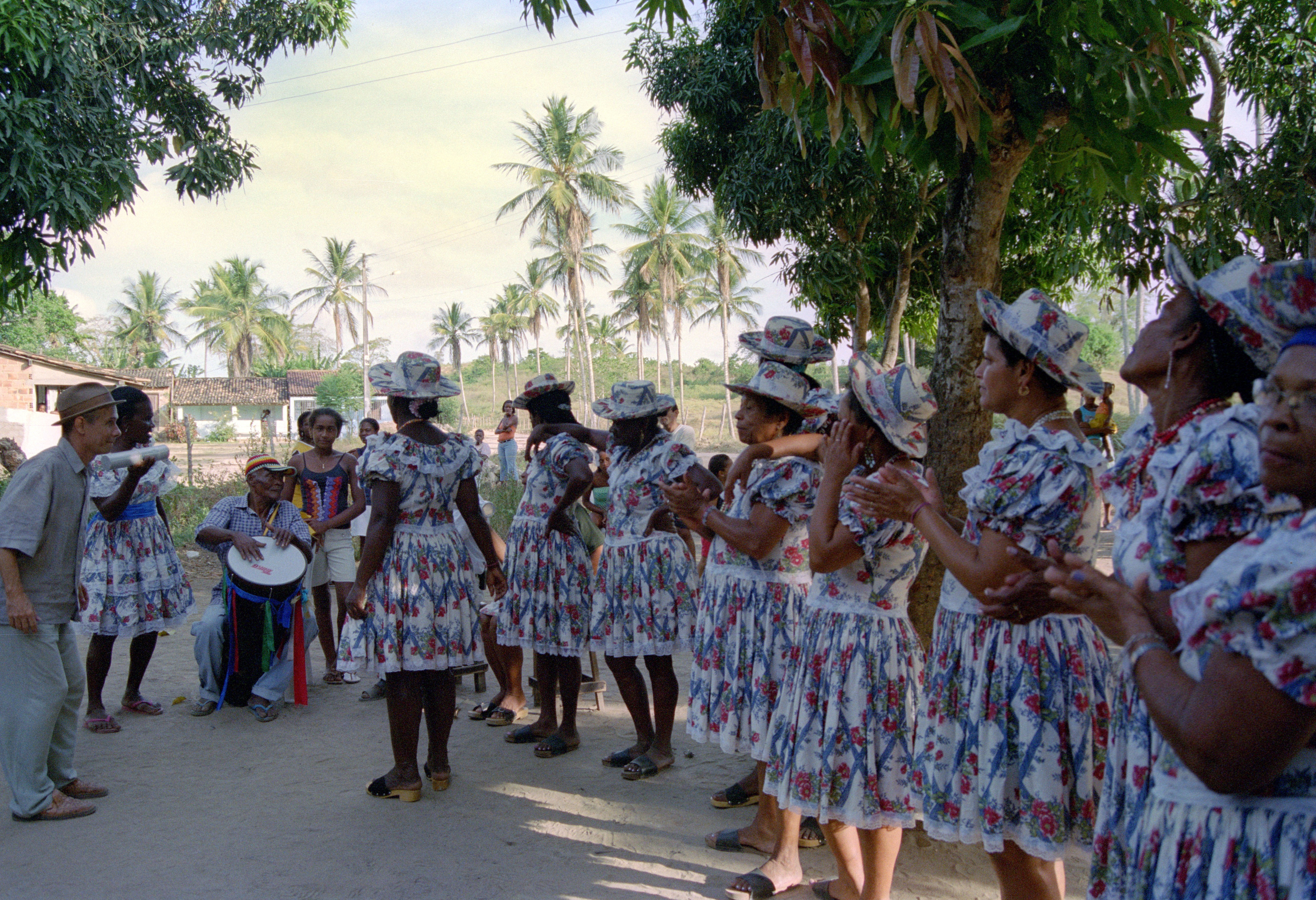
Samba de Parelha de Dona Nadir em Laranjeiras, em visita de Antonio Nóbrega

Vale ressaltar ainda que Laranjeiras é referência no folclore. Seus folguedos estão entre os mais importantes do Brasil, como o Reisado, Guerreiros, Lambe-Sujos e Caboclinhos, Cacumbi, Taieira, Samba de Parelha, São Gonçalo, Batalhão 1º de São João,chegança Almirante Tamandaré e os Penitentes.
Estando no coração do Vale do Cotinguiba, Laranjeiras foi palco de tensões sociais e raciais. Duas grandes revoltas urbanas de escravos negros e mulatos livres foram registradas em 1835 e 1837. Os escravos fugitivos organizavam-se em mocambos e quilombos nas matas dos próprios engenhos. Os mais famosos líderes negros foram João Mulungu, Laureano, Dionísio e Saturnino. Para recuperar seus escravos, muito senhores chegavam a colocar anúncios nos jornais. O grande ano de fugas de escravos foi 1867. Ficam célebres alguns atos, como o enforcamento dos escravos Crispim e Malaquias, que eram acusados de assassinar seus senhores brancos; a fuga do escravo João Mulungu do Engenho Flor da Roda em 1868, sendo que muito tempo depois foi capturado e enforcado. Mas as ações cruéis dos senhores com os escravos provocou protestos da população até a chegada da abolição.
República, o início da propaganda republicada em Sergipe aconteceu oficialmente na Vila de Laranjeiras, em 1888, através da publicação do Manifesto de 18 de outubro de 1888, no ‘Laranjeiense’. Meses depois era fundado o Clube Republicano Laranjeirense, que mais tarde se transformou em Partido Republicano. Com a Proclamação da República, os republicanos laranjeirenses fizeram passeatas pelas ruas da cidade. Meses depois, Felisbello Freire é nomeado pelo marechal Deodoro da Fonseca como o primeiro governador de Sergipe na República. O primeiro intendente de Laranjeiras foi Marcolino Ezequiel de Jesus, que governou o município de 1893 a 1895.

## Geografia
Laranjeiras se localiza na zona Litorânea, com influência de frentes oceânicas. A cidade se situa numa região repleta de morros e colinas. O rio Cotinguiba passa pelo centro histórico e na divisa do município deságua no rio Sergipe.
A cidade não possui prédios devido ao tombamento da parte histórica, tem muitas ruas construídas com pedra-sabão e algumas são muito estreitas. Sua infraestrutura para o turismo ainda é precária. A economia da cidade se baseia no cultivo da cana-de-açúcar, e nos impostos arrecadados das poucas indústrias. A economia interna da cidade gira em torno dos salários da prefeitura e do reduzido comércio.
O clima é quente e úmido, com período chuvoso de março a agosto. A temperatura média anual é de 26°C e precipitação média anual, de 1600 mm. A variação térmica diária é relativamente pequena e o índice de raios UVA e UVB são considerados altos. Sua terra é rica em compostos de calcário e seu solo predominante é o argiloso.

## Subdivisões

### Bairros
O município está dividido em bairros, dos quais grande parte é formada por conjuntos habitacionais e loteamentos. Não está dividido em distritos, porém possui diversos povoados espalhados por todo o seu território, a maioria na zona rural. Algumas localidades de Laranjeiras são:
- Areias
- Balde
- Bom Jesus
- Centro
- Cedro
- Camaratuba
- Comandaroba
- Gameleiro
- Machado
- Mussuca
- Madre de Deus
- Pedra Branca
- Pastora
- Pinheiro
- Tramandaí
- Quintalé
- Salinas
- Várzea

## Demografia
Possui 23 975 habitantes numa área de 162,538 km² dando uma densidade demográfica de 150,2 hab/km². Na cidade ocorre muita migração pendular (diariamente) devido à sua proximidade com a capital (18 km) sendo por isso considerada uma cidade-dormitório.

## Economia
A agricultura e a indústria são a base da economia laranjeirense. Com destaque para a lavoura de cana-de-açúcar. A cidade conta ainda com grandes indústrias como a  Petrobrás/Fafen, fábrica de fertilizantes e nitrogenados, Votorantim, fábrica de cimento, e a Usina São José do Pinheiro, produtora de álcool e açúcar.

## Turismo e cultura

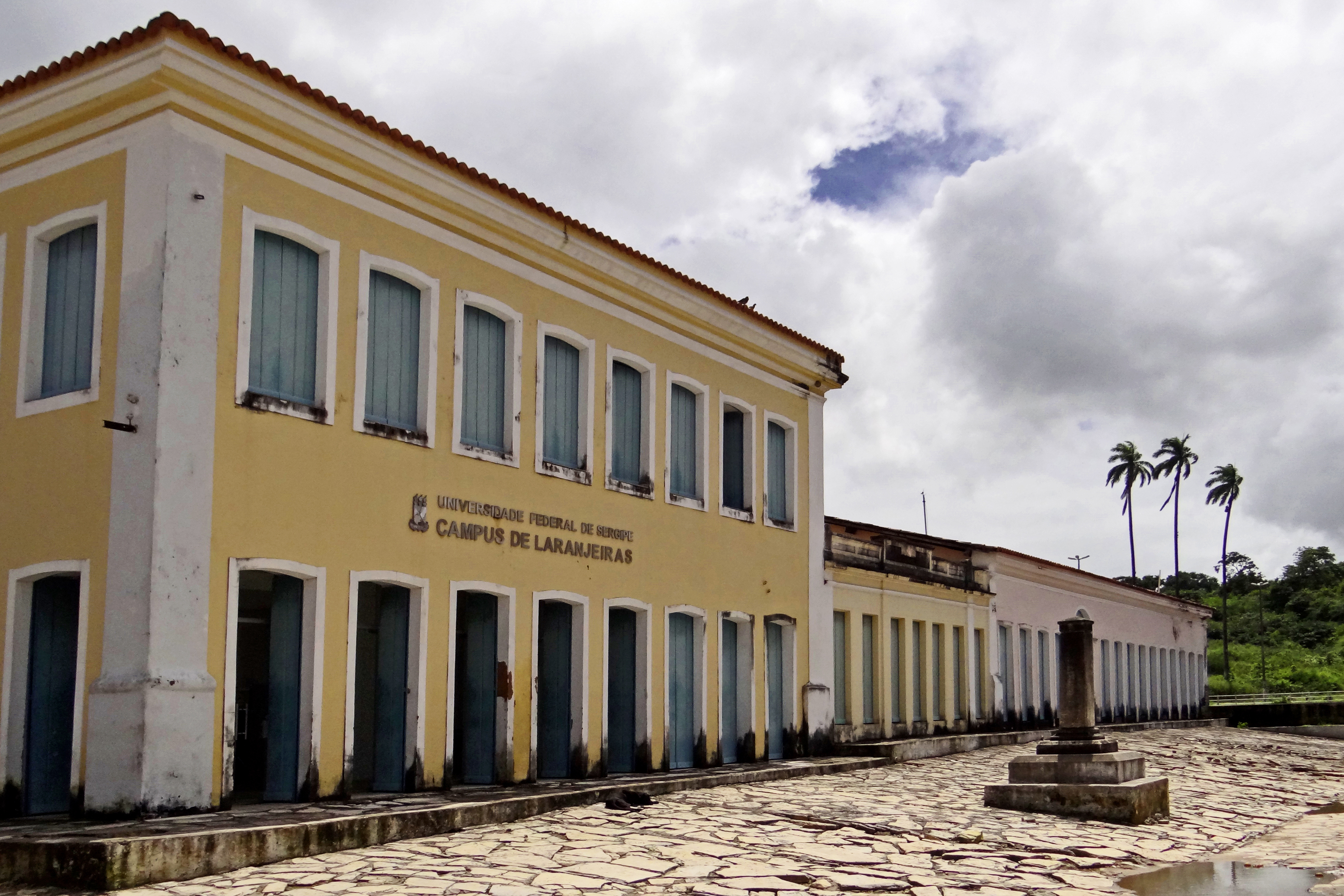
Centro histórico de Laranjeiras

### Atrações turísticas e culturais
Laranjeiras é uma cidade tombada pelo Instituto do Patrimônio Histórico e Artístico Nacional - IPHAN, desde 1996, e também  governado pelo estado de Sergipe há mais tempo devido à beleza de suas ruas, de suas igrejas e de seu casario construído em modelo português nos séculos XVII, XVIII e XIX. Além de que possui monumentos tombados individualmente. A Universidade Federal de Sergipe incluiu o Curso de Bacharelado em Arqueologia na cidade por se tratar de um sítio arqueológico a céu aberto. O Campus localiza-se no centro histórico de Laranjeiras, no Quarteirão dos Trapiches, ao lado do Mercado.
Igreja Matriz Sagrado Coração de Jesus
Situada na Praça da Matriz, local onde se originou o atual núcleo urbano da cidade. Construída na segunda metade do século XVIII, foi a primeira igreja dedicada ao Sagrado Coração de Jesus no Brasil. Em Sergipe, era sede de aristocrática Irmandade do S.S. Sacramento. O painel do forro da Capela do Santíssimo, representando o Coração de Jesus, é atribuído ao pintor baiano José Teófilo de Jesus.
Embora a igreja tenha passado por várias reformas que contribuíram para algumas descaracterizações, conserva o seu traço original. Edificação tombada pelo IPHAN. Localização: Centro
Igreja Nossa Senhora da Conceição da Comandaroba
Em 1731, às margens do rio Cotinguiba, os jesuítas inauguraram sua segunda residência em Laranjeiras; uma construção mais simples do que a primeira. O templo apresenta as características das demais construções jesuíticas no Nordeste. No seu pórtico, de pedra calcária, e no arco cruzeiro estão gravados monogramas que confirmam suas origens e da sua padroeira, a Virgem da Conceição.
Provavelmente uma das últimas construções dos padres da Companhia de Jesus em terras sergipanas, que, em 1759, foram expulsos da Colônia, tendo seus bens confiscados pelo governo português.
A edificação, tombada pelo IPHAN, é um dos monumentos históricos de maior valor no Estado.
Localização: Zona rural, a aproximadamente 1 km do centro da cidade.
Casa do Engenho Retiro e Capela de Santo Antônio
Os jesuítas iniciaram às margens do rio São Pedro, no fim do século XVII, a construção da primeira residência em Laranjeiras. Inaugurada em 1701, foi denominado Retiro, provavelmente este nome se originou em ocorrência da solidão do lugar.
Em anexo à antiga residência, está situada a Igreja de Santo Antônio e Nossa Senhora das Neves, reformada na primeira metade do século XIX. Edificação tombada pelo IPHAN. Localização: Zona rural, a aproximadamente 01 km do centro da cidade
Capela do Engenho Jesus, Maria e José
Construída em 1769, a capela encontra-se em ruínas. O altar, bem histórico tombado pelo IPHAN, foi retirado e encontra-se hoje na Igreja do Senhor do Bonfim.Localização: Zona rural, localizada em propriedade particular de difícil acesso
Igreja Nossa Senhora do Rosário e São Benedito
Construída por negros na metade do século XIX, a igreja era local de tradicionais comemorações como Festa de Reis e da Rainha da Taieira, esta última uma louvação dirigida a São Benedito e Rosário, protetores dos escravos. Na igreja realizam-se até hoje os ritos do Cacumbi, da Taieira, da Chegança e de São Gonçalo, sendo, portanto, o palco das maiores festas do folclore laranjeirense. Localização: Centro
Gruta da Pedra Furada
Formação de pedra calcária que serviu como refúgio para os nativos da região, situa-se no meio da mata. No local, os jesuítas ceelebravam missas, durante o período da invasão holandesa. Tombada pelo Governo do Estado de Sergipe. Localização: Povoado Machado
Terreiro Filhos de Obá
Terreiro de Nagô tombado pelo governo do estado.
Igreja de Nosso Senhor do Bonfim
Construída no século XIX, a igreja abriga nos fundos o cemitério da Irmandade do Bonfim. Seu altar de madeira foi destruído durante um incêndio, sendo posto em seu lugar o altar da Igreja Jesus, Maria, José. Do alto da colina, onde está localizada, se tem uma visão completa do Vale do Cotinguiba.Localização: Centro
Gruta da Matriana
Local utilizado como refúgio e para orações pelos padres jesuítas, conserva em seu interior pinturas feitas pelo artista plástico Horácio Hora. Localização: Vila do Faleiro, de difícil acesso
Ponte Nova
Mercado Municipal
Construção do século XIX, com características góticas. Recebeu mercadorias vindas através do rio Cotinguiba. Até hoje funciona aos sábados para a feira local. Localização: Centro
Trapiche
Construção do século XIX, local onde era armazenada a produção açucareira dos engenhos. Ali também eram desembarcados e alojados os escravos enquanto aguardavam seus senhores. Atualmente funciona no local o Centro de Tradições, palco de manifestações artísticas.
Igreja Bom Jesus dos Navegantes
Da igreja, construída no início do século XX, parte a anual procissão de Bom Jesus dos Navegantes, tradicional festa religiosa da cidade. Localização: Alto do Bom Jesus, s/n (entrada da cidade)
Igreja Nossa Senhora da Conceição dos Pardos
Construída no século XIX, pelos homens pardos, a igreja tornou-se centro de devoção à Nossa Senhora da Conceição. O Imperador Dom Pedro II, ao visitá-la, fez donativos para conclusão das obras.Localização: Centro
Capela Sant'Aninha

Capela de Sant'Aninha em 1974

Construída no antigo depósito de pólvora do Sítio Sant'Aninha, era uma das mais ricas capelas particulares do Nordeste. Localização: Solar Sant'Aninha, s/n - Zona rural (em propriedade particular)
Igreja Presbiteriana
Situada na rua Tobias Barreto (centro), foi inaugurada em 19 de novembro de 1899 após uma série de incidentes entre católicos e protestantes que iniciaram em 1844 e agravaram-se quando o pastor norte-americano Alexander Latiner Blackford, após visitas a Laranjeiras, fundou em 1884 a primeira Igreja Presbiteriana em Sergipe, na rua Comandaroba em Laranjeiras. Até hoje a igreja mantém todas as suas atividades.Localização: Centro
Antigo Teatro Santo Antônio
Sua construção data do século XIX. Funcionou como teatro por muito tempo. Companhias nacionais e internacionais apresentaram-se nesse espaço. Durante um bom tempo ficou abandonado, sendo utilizado como cortiço. Hoje abriga a biblioteca e laboratórios do campus avançada da Universidade Federal de Sergipe.Localização: Centro
Museu de Arte Sacra
Fundado em 1980 para preservar o grande acervo sacro do município, localiza-se no Centro. É o segundo mais importante do Estado.
Museu Afro-brasileiro de Sergipe
Exposição de peças ligadas à cultura afro-brasileira e sua influência no sincretismo religioso do nosso povo. Aqui são catalogados objetos de cultos religiosos, fotografias, telas e documentos.Localização: Centro
Casa de Cultura João Ribeiro
Local de nascimento do primeiro escritor imortal sergipano da Academia Brasileira de Letras. Atualmente funciona o Museu João Ribeiro, com peças pertencentes ao ilustre escritor, filólogo e folclorista.
Localização: Centro
Riquezas folclóricas
Laranjeiras guarda em sua história e tradição muito das culturas indígena, portuguesa e negra e um dos mais ricos folclores do Brasil. São inúmeras as manifestações culturais que nos remetem ao passado e garantem, no presente, uma permanente interação entre as mais diversas comunidades responsáveis pela continuidade do nosso folclore. São algumas das manifestações encontradas em Laranjeiras: Reisado; Taieiras; Lambe-Sujos e Caboclinhos; Cacumbi;Dança de São Gonçalo; Chegança; Samba de Coco; Quadrilhas juninas.

### Eventos culturais e turísticos
Os maiores eventos festivos da cidade são e encontro cultural, o Combate Lambe-sujos e Caboclinhos e o Micareme.
- Encontro Cultural - Demonstração da riquíssima cultura do Estado. Teatro de rua, grupos folclóricos, cordel, palestras, seminários e bandas culturais e populares (de renome nacional) se misturam durante três dias inteiros da primeira quinzena do mês.
- Festa de Reis - Comemoração do Ciclo Natalino com procissão
- Festa do Bom Jesus dos Navegantes - Festa sacra com procissão no rio que corta o centro histórico da cidade. Blocos de frevo tocam pelas ruas da cidade.
- Semana Santa / Penitentes – grupo de penitentes vagam encapuzados pelas ruas da cidade durante a quaresma, rezando e cantando.
- Micareme - festa que reúne blocos de estilo carnavalesco mas tocando músicas de frevo e marchinhas. Ocorre durante três noites da segunda quinzena do mês.
- Manifestações afro-brasileiras com lavagem da Igreja Senhor do Bonfim
- Festa do Padroeiro Sagrado Coração de Jesus (novena e procissão)
- Festival de música - Durante a primeira semana do mês ocorre apresentações de grupos musicais, bandas escolares, turmas de aprendizes, orquestras profissionais e fanfarras oficiais.
- Corte do Inhame Nagô
- Combate do Lambe Sujo e Caboclinho - Festa popular de cunho profano, revivendo a memória das lutas entre os negros (homens pintados de cabaú) e índios (homens pintados de xadrez vermelho)

## Transportes
As ligações rodoviárias com o resto do país são feitas através das rodovias BR-101 e com várias cidades do interior através de rodovias estaduais. O transporte público para Aracaju é feito através micro-ônibus de Cooperativas de Transporte Alternativo, Coopertalse e Coopetaju, além de táxis-lotação. Todos partem do terminal rodoviário, porém antes percorrem alguns bairros no entorno do Centro da cidade.

## Filhos ilustres
- Augusto do Prado Franco, médico, empresário e político brasileiro com atuação em Sergipe, onde foi deputado federal, senador e governador. Foi também o fundador da Rádio Atalaia, da TV Atalaia e do Jornal da Cidade em Aracaju.
- Elicarlos Souza Santos, futebolista que jogou em vários clubes de futebol do Brasil,[carece de fontes?] entre eles o Cruzeiro, onde foi campeão mineiro em 2008 e 2009,[25] além de participar das campanhas de vice-campeonatos da Copa Libertadores em 2009 e do Brasileirão em 2010.[26]
- Horácio Hora, pintor brasileiro, e um dos mais destacados representantes da pintura do Romantismo.
- João Batista Ribeiro de Andrade Fernandes, jornalista, crítico literário, filólogo, historiador, pintor e tradutor brasileiro. Foi também membro da Academia Brasileira de Letras.
- João Sapateiro, ilustre poeta afro-sergipano, estabelecia o oficio de sapateiro e aprendeu a sozinho a ler e escrever, uma das figuras populares mais importantes e saudadas em Laranjeiras.[27]
- Walter do Prado Franco, político brasileiro[28] que nas eleições estaduais em Sergipe em 1945 acabou sendo eleito senador.
- Cândido Aragonez de Faria, jornalista, caricaturista, ilustrador e professor brasileiro. Considerado um dos principais artistas gráficos do humor e da publicidade em sua geração. Foi Faria quem produziu em 1902 o primeiro cartaz da história do cinema, para o filme Les victimes de l'alcoolisme, de Ferdinand Zecca, produzido pela celebrada Societé Pathé Frères.

## Jornais e Sites
- A Voz dos Municípios  (Mídia Impressa)
- Folha do Salu  (Mídia Impressa e Digital)
- Folha Laranjeirense  (Mídia Impressa e Digital)
- RS Notícia (Mídia Digital)